# Gibles
Gibles – miejscowość i gmina we Francji, w regionie Burgundia-Franche-Comté, w departamencie Saona i Loara.
Według danych na rok 1990 gminę zamieszkiwały 604 osoby, a gęstość zaludnienia wynosiła 31 osób/km² (wśród 2044 gmin Burgundii Gibles plasuje się na 387. miejscu pod względem liczby ludności, natomiast pod względem powierzchni na miejscu 461.).